# Dermestes frischi
Dermestes frischi é uma espécie de insetos coleópteros polífagos pertencente à família Dermestidae.
A autoridade científica da espécie é Kugelann, tendo sido descrita no ano de 1792.
Trata-se de uma espécie presente no território português.